# Харламов, Леонид Михайлович
Леони́д Миха́йлович Харла́мов (5 апреля 1872 — 26 января 1939) — русский архитектор. Родился в семье  русского скульптора, выпускника Академии Художеств,  М.В. Харламова (1840 – 1913), известный гончарный завод  М. В. Харламова основан в 1829 г. Василием Харлампиевичем Харламовым.

## Биография
Окончил Институт гражданских инженеров императора Николая I в 1894 году. Был женат на дочери Никола́я Все́володовича Дми́триева — русский архитектор, главный архитектор Гатчины в 1885—1902 годах. 
После окончания института работал в Санкт-Петербургском учебном округе Министерства народного просвещения, создавая проекты школ и различных благотворительных учреждений. Автор проектов зданий в центре Санкт-Петербурга, также построил Сергиевское реальное училище в Пскове, дома в Порхове. С 1902 по 1917 год был архитектором Гатчинского дворцового управления. В Гатчине одной из первых его построек была часовня на старом кладбище и здание воскресной школы, в 1907 году под его руководством продолжалось строительство второй очереди комплекса зданий Реального училища, в Мариенбурге Харламовым было построено здание конторы медно-литейного завода, несколько особняков в городе. В соавторстве с А. А. Барышниковым (инженер ржд) построил в Гатчине Покровский собор при подворье Пятогорского женского монастыря. С 1909 по 1911 участвовал в постройке католического костёла в центре Гатчины.
После Октябрьской революции работал во Гатчинском дворце-музее. Был арестован.
После начала гражданской войны воевал в Северо-Западной армии. В 1919 году вместе с войсками оказался на территории Эстонии (бывшая Российская Империя), где проживал до 1939 года. Состоял Комитет русских эмигрантов в Эстонии - Харламов  Л., председатель Ассеринского отделения (1920)
Был членом приходского совета Казанской церкви в Таллине.

## Проекты в Санкт-Петербурге
- Ропшинская улица, д.№ 22 — доходный дом. 1900. (Надстроен).
- Серпуховская улица, д.№ 7 — доходный дом. Надстройка. 1900.
- Верейская улица, д.№ 18 — доходный дом. 1901.
- 15-я линия, д.№ 72 — доходный дом. 1901. (Расширен).
- Улица Черняховского, д.№ 69 — доходный дом М. В. Харламова. 1901—1902.
- Заячий переулок, д.№ 3 — дом дешевых комнат общества попечения о бедных и больных детях. 1902—1903.
- Улица Чайковского, д.№ 52, двор — корпус Общины сестер милосердия. 1902—1903.
- Набережная канала Грибоедова, д.№ 109 -Театральная площадь, д.№ 8 — доходный дом Л. М. Харламова[2]. 1902—1904. Включен существовавший дом.
- Тамбовская улица, д.№ 91 — дом общества вспоможения бедных. 1903.
- Садовая улица, д.№ 32/Апраксин переулок, д.№ 1 — доходный дом Томилина. 1903—1906. Совместно с Н. В. Дмитриевым.
- Улица Чайковского, д.№ 51 — доходный дом. 1904.
- 7-я Красноармейская улица, д.№ 7 — доходный дом. 1905.
- 9-я Советская улица, д.№ 11-13, левая часть — доходный дом. 1910.
- Лермонтовский проспект, д.№ 50/10-я Красноармейская улица, д.№ 18 — 11-я Красноармейская улица, д.№ 15 — доходный дом М. Н. Беляева. 1911—1913. Включен существовавший дом.
- Невский проспект, д.№ 95 — доходный дом Г. Г. Гесселя. 1912.
- Улица Аккуратова, д.№ 11 — церковь Марии Магдалины при Мариинском детском приюте. 1912 ? (Не сохранилась).
- Улица Чайковского, д.№ 79 — надстройка Доходного дома Соболевых (1913)[3].
- Шамшева улица, д.№ 17 — здание детского приюта в память Г. С. Буштуева. 1913—1914.
- Апраксин двор — часовня Всех Святых, построенная в 1916 году (не сохранилась).